# Herzi Halevi
Herzl "Herzi" Halevi (hebreu: הרצל "הרצי" הלוי‎; Jerusalem, 17 de desembre de 1967) és un militar israelià. Va ser Cap de l'Estat Major de les Forces de Defensa d'Israel del 16 de gener de 2023 fins al 5 de març del 2025.
Anteriorment havia ocupat els càrrecs de comandant del Comandament Sud d'Israel, cap del Directori Militar d'Intel·ligència, comandant de la 91a Divisió (Territorial), comandant de la 35a Brigada de Paracaigudistes i comandant del Sayeret Matkal. Halevi és el primer jueu ortodox que va servir com a cap de la intel·ligència militar israeliana.

## Orígens familiars i educació
Herzl Halevi va néixer a Jerusalem. El seu pare, Shlomo, era fill de Haim Shalom Halevi (Gordin), membre de l'organització armada sionista Irgun i del "Batalló per a la Defensa de la Llengua", i de Tzila, filla del rabí Dov Baar HaCohen Kook i neboda del rabí Abraham Isaac HaCohen Kook, el gran rabí d'Israel. Va rebre el nom del seu oncle que va morir en la batalla per Jerusalem a la Guerra dels Sis Dies diversos mesos abans del seu naixement. La família de la mare de Halevi portava a Jerusalem 14 generacions, mentre que els pares del seu pare van emigrar de Rússia.
Halevi va estudiar a l'institut religiós Himmelfarb i va ser membre dels escoltes religiosos de Tzofim. Té una llicenciatura en filosofia i gestió empresarial per la Universitat Hebrea de Jerusalem i un màster en gestió de recursos internacionals per la Universitat de Defensa Nacional de Washington, als Estats Units.
Halevi resideix a Kfar HaOranim, un assentament israelià a Cisjordània. Està casat amb Sharon i té quatre fills. Va créixer com a religiós i encara assisteix a la sinagoga el dissabte.

## Carrera militar
Halevi va ser reclutat a les Forces de Defensa d'Israel (FDI) el 1985. Es va oferir voluntari com a paracaigudista a la Brigada de Paracaigudistes. Va servir com a soldat i cap d'esquadró. El 1987, es va convertir en oficial d'infanteria després de completar els estudis en una escola de candidats a oficials i va tornar a la Brigada de Paracaigudistes com a cap de secció.

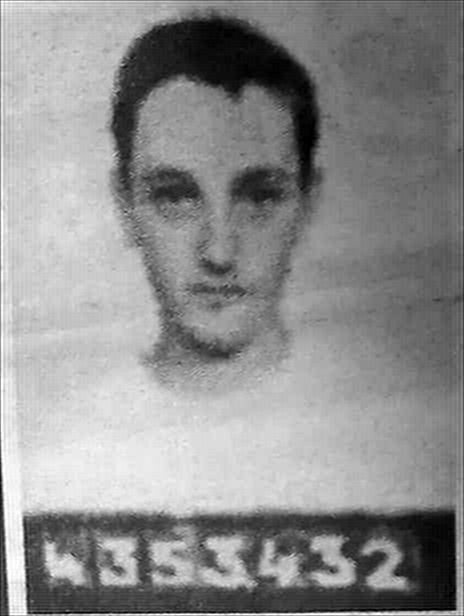
Halevi allistat a l'exèrcit (1985).

Halevi va dirigir la companyia antitanc de la brigada en operacions de contraguerra durant el conflicte del sud del Líban. El 1993 va ser assignat al Sayeret Matkal, la unitat de les forces especials de les FDI, on va exercir com a comandant de la companyia. Halevi va comandar la unitat durant la Segona Intifada.

### Rols de coronel
L'11 de setembre de 2005 va ser nomenat comandant de la Brigada Regional de Menashe i el 22 d'agost de 2007 va ser nomenat comandant de la Brigada de Paracaigudistes i la va dirigir durant l'Operació Plom Fos, entre d'altres.

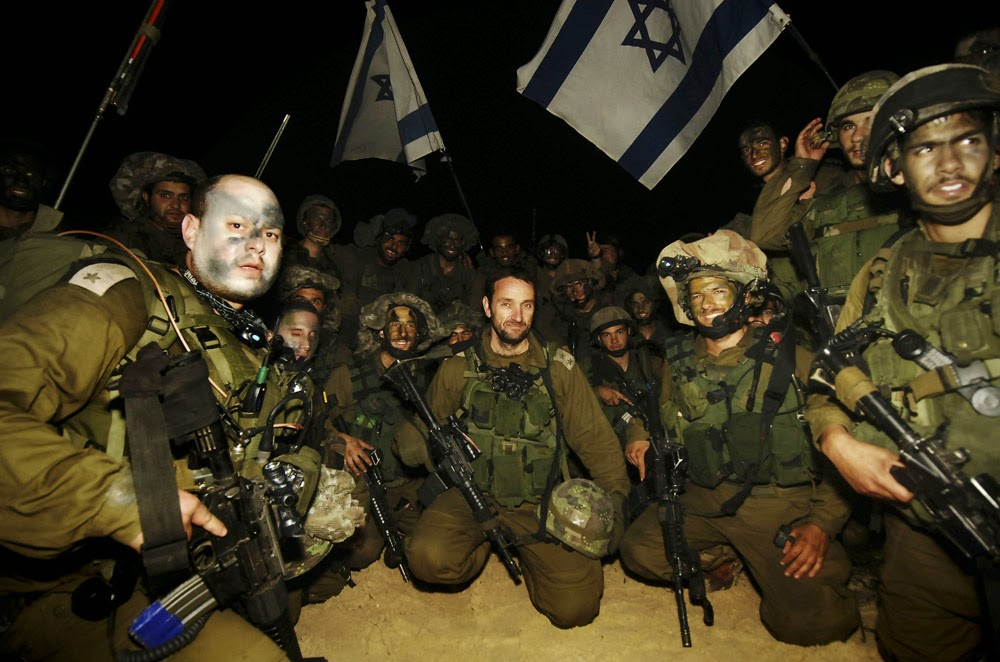
Halevi (al centre) durant l'Operació Plom Fos de 2009.

### Funcions de general de brigada
El setembre de 2009 Halevi va ser ascendit al rang de general de brigada (Tat-Aluf) i nomenat comandant de la Divisió Operativa al Directori Militar d'Intel·ligència i va servir en aquest càrrec fins a l'11 d'octubre de 2011.
El 6 de novembre va ser nomenat comandant de la 91a Divisió, i el desembre de 2012 la divisió va guanyar el "premi del Cap de l'Estat Major per a unitats destacades" sota el seu lideratge. Va acabar el seu servei a la divisió el novembre de 2013 i el 2014 es va convertir en el comandant del Col·legi de Comandament i Personal de les FDI.

### Principals rols com a general
El setembre de 2014, va ser ascendit al rang de general major (Aluf) i nomenat cap del Directori d'Intel·ligència Militar d'Israel i va ocupar aquest càrrec fins al març de 2018. El 6 de juny de 2018, Halevi es va convertir en el comandant del Comandament Sud d'Israel, supervisant l'activitat de les FDI al voltant de la Franja de Gaza. El novembre de 2019, Halevi va comandar les forces del Comandament Sud de les FDI a l'Operació Cinturó Negre, contra el Gihad Islàmica Palestí (GIP), després de l'assassinat del comandant superior del GIP Baha Abu al-Ata a Gaza.

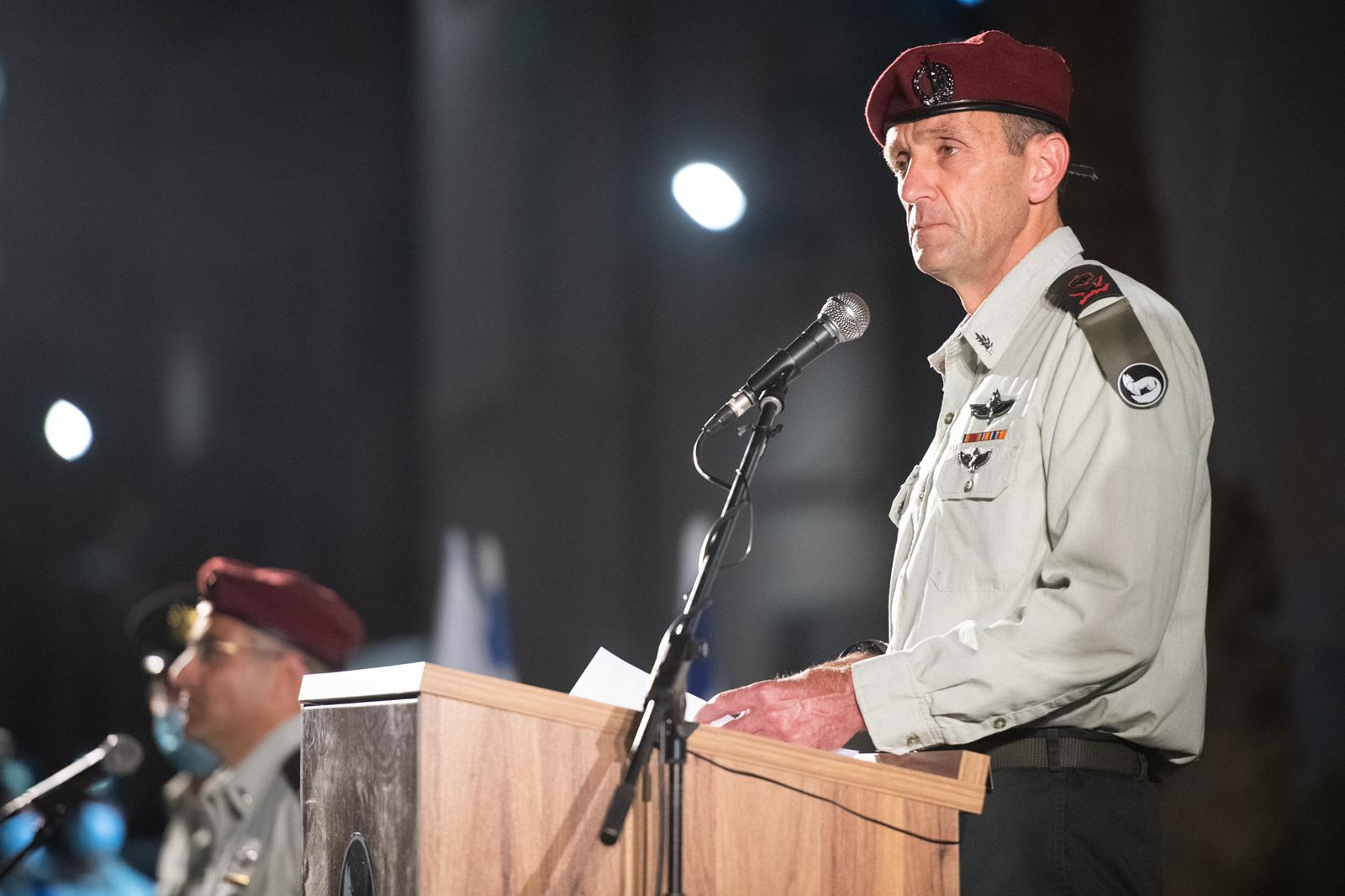
Hertzi Halevi a la cerimònia d'intercanvi de comandant del Comandament Sud el 2021.

### Funcions de tinent general

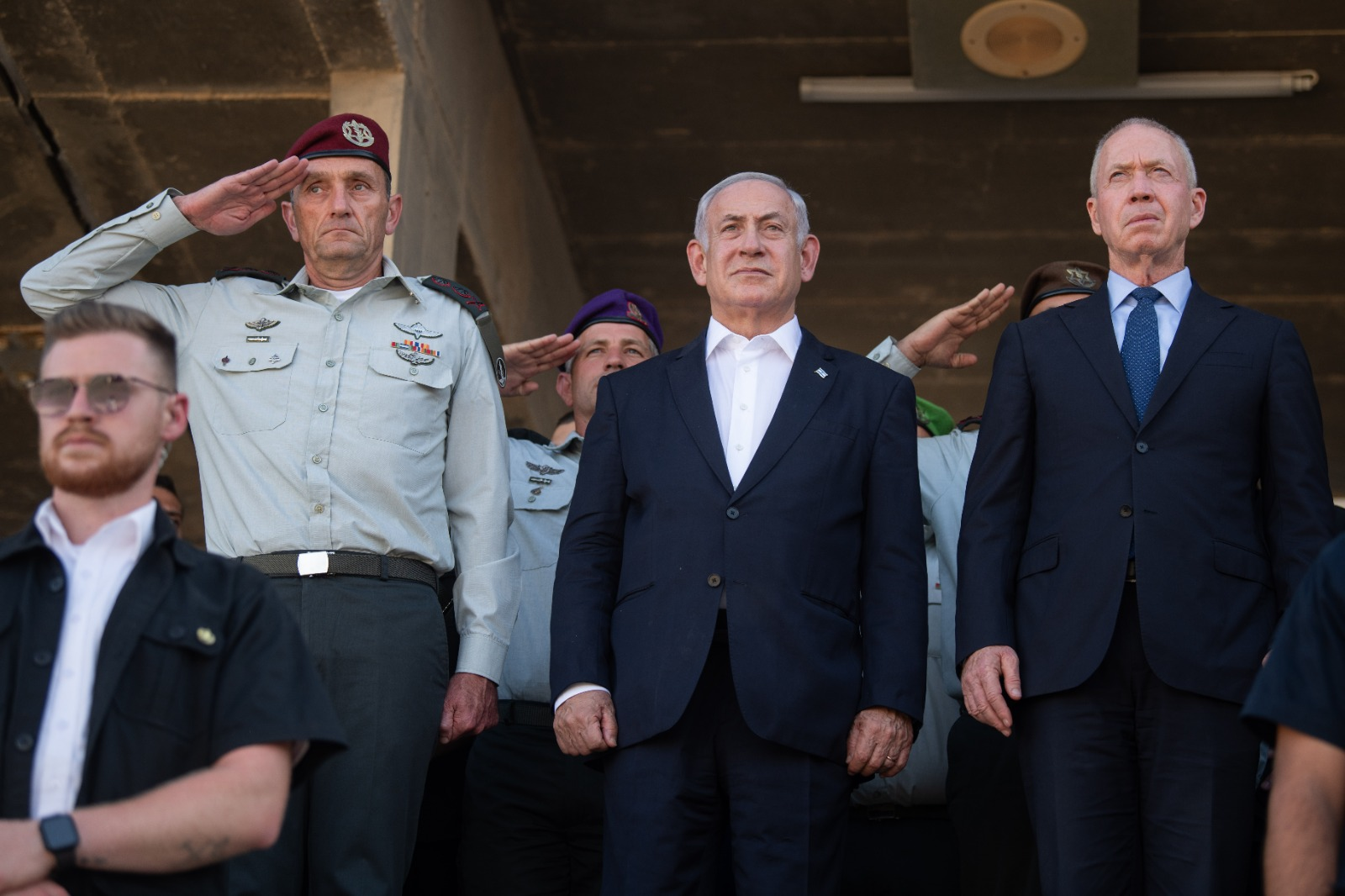
Halevi, amb Netanyahu i el Ministre de Defensa Yoav Gallant, a la cerimònia de graduació d'oficials el juny de 2023.

L'11 de juliol de 2021 va ser nomenat subcap de gabinet. Halevi va ser nomenat cap de gabinet per l'entrant ministre de Defensa, Benny Gantz, el 4 de setembre de 2022. El 36è govern israelià va confirmar el seu nomenament com a cap d'estat major el 23 d'octubre de 2022. Es va convertir en el 23è cap d'estat major el 16 de gener de 2023 en substitució d'Aviv Kochavi.
Halevi va liderar les forces armades en la guerra entre Israel i Gaza de 2023 fins que el major general retirat Eyal Zamir es va convertir en el nou Ramatcal el 5 de març de 2025 en substitució de Halevi, que va dimitir al gener per les falles de seguretat i intel·ligència de l'exèrcit durant els atacs del 7 d'octubre a Israel de Hamàs en 2023.